# Купарук (река)
Купарук (англ. Kuparuk River) — крупная река на севере штата Аляска, США. Протекает по территории боро Норт-Слоп.
Длина реки составляет 322 км; площадь водосборного бассейна — 8107 км².
Берёт начало на северных склонах хребта Брукса и течёт преимущественно в северном направлении. Впадает в море Бофорта между Бичей-Пойнт и Прадхо-Бей, образуя дельту шириной около 5 километров.
Нефтяное месторождение Купарук-Ривер, названное по реке, расположено в 64 км к западу от Прадхо-Бей.